# Teewinot Mountain
Met een hoogte van 3758 m is Teewinot Mountain de op vijf na hoogste berg van het Tetongebergte in de Amerikaanse staat Wyoming. Binnen het Tetongebergte maakt Teewinot Mountain deel uit van de zogenaamde Cathedral Group. Teewinot Mountain ligt ten noordoosten van de Grand Teton, ten oosten van Mount Owen en direct ten zuiden van de oost-west georiënteerde Cascade Canyon. Aan de oostkant van Teewinot Mountain bevinden zich ook de Broken Falls, welke met een verval van 91 m tot de hoogste watervallen van Grand Teton National Park behoren.
Net als het merendeel van het Tetongebergte ligt Teewinot Mountain binnen de grenzen van het Grand Teton National Park. Daar de opheffing van het gehele gebergte pas 9 miljoen jaar geleden begon, is het Tetongebergte de jongste gebergteketen van de Rocky Mountains. En net als de andere bergen in deze keten dankt Teewinot Mountain zijn huidige vorm voornamelijk aan de inwerking van gletsjers tijdens opeenvolgende glacialen in het Kwartair.

## Naamgeving
Teewinot is etymologisch afgeleid van “Tee-win-at”, een Shoshone term dat zich ongeveer vertaalt als "vele pinakels". Teewinot Mountain kreeg zijn naam tijdens de eerste beklimming van de berg, in 1929.

## Beklimming
Teewinot Mountain werd voor het eerst beklommen door Fritiof Fryxell en Phil Smith, op 14 augustus 1929.
De makkelijkste route naar de top loopt via de oostkant van de berg en heeft een moeilijkheidsgraad van klasse 4. Daarnaast bestaan er nog verscheidene moeilijkere routes naar de top van Teewinot Mountain. Opvallend is wel dat deze oostelijke route vandaag makkelijker is dan tijdens de eerste beklimming van Teewinot Mountain, in 1929. Dit komt doordat ik 1934 een groot deel van de oostelijke wand instortte en viel.